# 여백 (타이포그래피)

A4 종이의 25mm 너비 여백을 보여주는 그림.

여백(餘白)은 타이포그래피에서 페이지 내용을 둘러싸는 공간을 의미한다. 여백은 본문의 줄이 어디에서 시작하고 끝나는지를 정의하는 데 도움을 준다.
버전 2007 이상부터 마이크로소프트 워드의 기본 여백은 주변 모두가 1인치로 되어 있다. 워드 2003까지는 위아래 여백이 1인치, 좌우 여백이 1.25인치였다. 오픈오피스 라이터는 상하좌우 모두 0.79인치 (2cm)의 여백이 있다.
LaTeX는 문서 크기와 사용 글꼴 크기에 따라 여백 너비가 다양하지만 최적의 가독성을 위해 여백 조정을 시도하며(한 줄에 대략 66자) 가끔은 매우 큰 여백을 제공하기도 한다.

## 같이 보기
- 페이지 레이아웃
- 종이 크기
- PDF